# Carlos de Grunenbergh

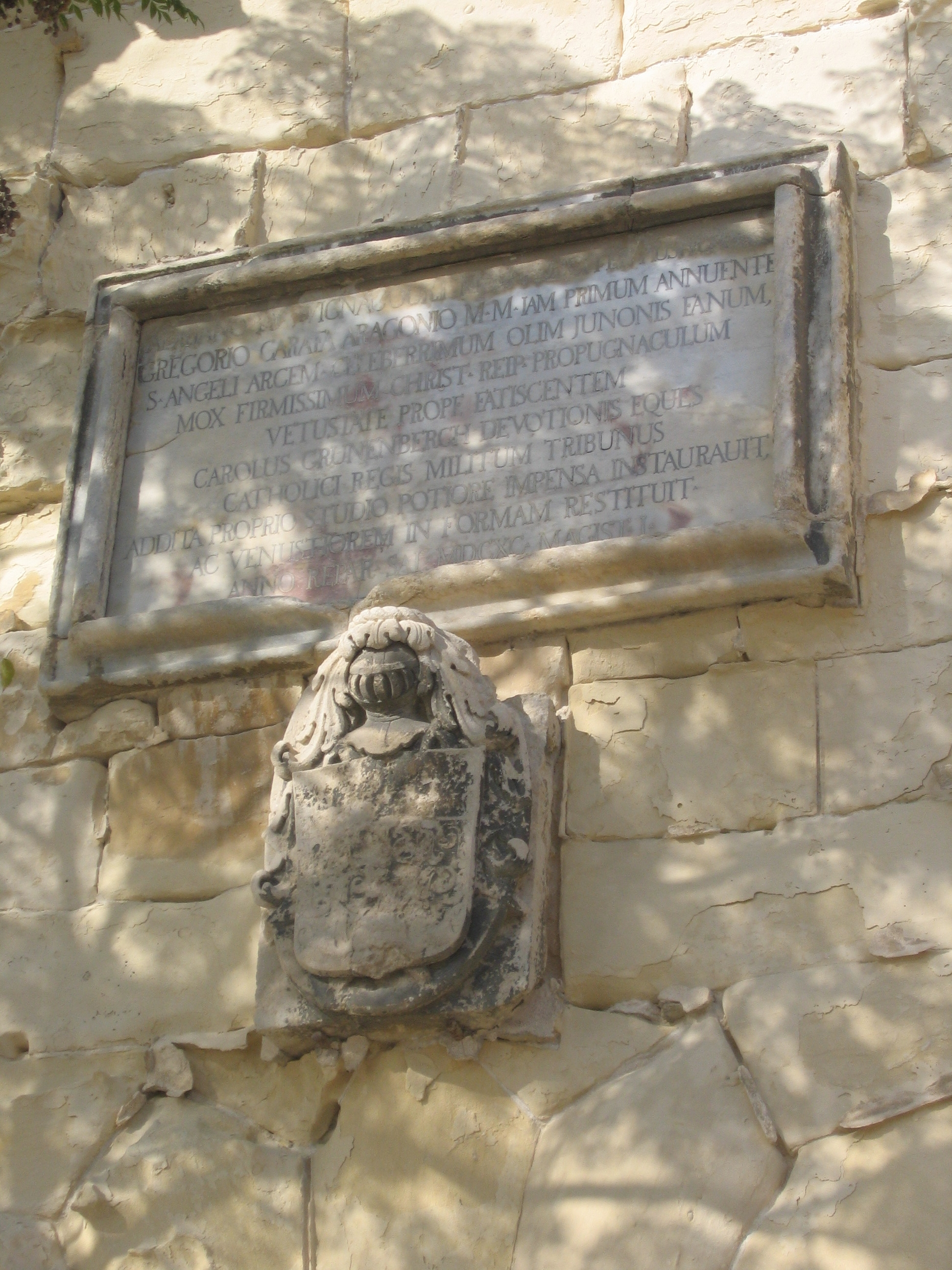
Escudo de armas de Grunenbergh y una inscripción conmemorativa en Fort St Angelo

Carlos de Grunenbergh, también conocido como Carlo Grunenberg (fallecido en 1696), fue un arquitecto e ingeniero militar flamenco activo a fines del siglo XVII. Diseñó principalmente fortificaciones en Sicilia y Malta. También fue miembro de la Orden de San Juan.

## Carrera profesional
A mediados del siglo XVII, Grunenbergh trabajó en España con su hermano Ferdinand. Finalmente fue nombrado ingeniero militar del virrey de Sicilia, y diseñó o modificó varias fortificaciones en las últimas décadas del siglo, incluidas las murallas de Augusta, Messina y Catania.
En 1681, Grunenbergh fue invitado a Malta por Gregorio Carafa, el Gran Maestre de la Orden de San Juan. Hizo una serie de mejoras y modificaciones a las fortificaciones de las islas. Las mejoras incluyeron la adición de baterías a las fortificaciones de la Valletta y Senglea, y la construcción de la Recinto de Carafa alrededor de Fort Saint Elmo.
Grunenbergh volvió a Malta en 1687 y diseñó y pagó la construcción de baterías y otras modificaciones importantes en Fort St Angelo. Para honrar su contribución, fue nombrado Caballero de Devoción de la Orden de San Juan. Su escudo y una inscripción conmemorativa se encuentran también en la puerta principal del fuerte
Grunenbergh dirigió la reconstrucción de varias fortificaciones en Sicilia tras el devastador terremoto de 1693, incluidas las murallas de Augusta y Siracusa. También se ocupó de la reconstrucción urbana de la ciudad de Catania. Grunenbergh murió en 1696.
Solo se conoce un retrato de Grunenbergh. A veces se atribuye a Mattia Preti, y ahora se encuentra en una colección privada.

## Obras
- Fortificaciones de Augusta (incluida la Porta Española ), Sicilia (1671-1690)
- Torre Ligny, Trapani, Sicilia (1671)
- Fortificaciones de Siracusa, Sicilia (1673 en adelante)
- Real Cittadella, Messina, Sicilia (1680-1686)
- Recinto de Carafa en Fort Saint Elmo, Valletta, Malta (1687 en adelante)
- Baterías dentro de las fortificaciones de Valletta y Senglea, Malta (década de 1680)
- Baterías y otras modificaciones importantes del Fuerte St Angelo, Birgu, Malta (1689-1691)